# Марія Шестіч
Марія Шестіч (Marija Šestić, нар. 5 травня 1987, Баня-Лука) — співачка та піаністка з Боснії і Герцеговини. Донька автора гімну Боснії і Герцеговини «Інтермецо» композитора Душана Шестіча.
В травні 2007 року брала участь в конкурсі пісні «Євробачення 2007», в м. Гельсінкі із песнею «Rijeka bez imena» («Річка без назви»). Із 106-а балами зайняла 11 місце.